# Oxacis fragilis
Oxacis fragilis là một loài bọ cánh cứng trong họ Oedemeridae. Loài này được Horn miêu tả khoa học năm 1896.